# Municipio de Plainview (Dakota del Sur)
El municipio de Plainview (en inglés: Plainview Township) es un municipio ubicado en el condado de Tripp en el estado estadounidense de Dakota del Sur. En el año 2010 tenía una población de 56 habitantes y una densidad poblacional de 0,6 personas por km².

## Geografía
El municipio de Plainview se encuentra ubicado en las coordenadas 43°23′36″N 99°42′8″O / 43.39333, -99.70222. Según la Oficina del Censo de los Estados Unidos, el municipio tiene una superficie total de 92.58 km², de la cual 92,35 km² corresponden a tierra firme y (0,25 %) 0,23 km² es agua.

## Demografía
Según el censo de 2010, había 56 personas residiendo en el municipio de Plainview. La densidad de población era de 0,6 hab./km². De los 56 habitantes, el municipio de Plainview estaba compuesto por el 94,64 % blancos y el 5,36 % eran de una mezcla de razas. Del total de la población el 0 % eran hispanos o latinos de cualquier raza.